# Jeroom Van de Velde
Jeroom, Lodewijk, Eugeen, baron Van de Velde, né le 6 novembre 1930 à Meldert (Flandre-Orientale) et mort le 21 avril 2018, est un magistrat belge.
Il fut le premier président de la Cour des comptes (Belgique),, commissaire aux comptes à l'UNIDO et l'UNESCO, membre du collège des commissaires à l'OTAN.
Il décède le 21 avril 2018.

## Distinctions
- Grand Croix de l'ordre de Léopold II

- Grand officier de l'ordre de Léopold
- Grand officier de l'ordre de la Couronne

Il fut élevé au rang de baron par SM le roi Albert II de Belgique en 1996.